# Bão Wutip (2025)
Bão Wutip, được Việt Nam định danh là bão số 1 năm 2025, là một xoáy thuận nhiệt đới vào tháng 6 năm 2025. Đây là cơn bão đầu tiên được đặt tên trong mùa bão Tây Bắc Thái Bình Dương 2025. Nguồn gốc của Wutip có thể bắt nguồn từ ngày 5 tháng 6, khi Trung tâm Cảnh báo Bão Liên hợp (JTWC) báo cáo về một khu vực đối lưu khí quyển phía Tây của Yap. Sau khi đi qua Luzon, hệ thống này phát triển thành một áp thấp nhiệt đới trên Biển Đông vào ngày 9 tháng 6.
Cục Khí tượng Nhật Bản (JMA) đặt tên cho hệ thống này là Wutip sau khi nó mạnh lên thành bão nhiệt đới vào ngày 11 tháng 6. Ngày hôm sau, Wutip mạnh lên thành bão nhiệt đới dữ dội. Bão đổ bộ gần thành phố Đông Phương, Hải Nam vào ngày 13 tháng 6, sau đó đi vào Vịnh Bắc Bộ. Vào ngày 14 tháng 6, JTWC báo cáo rằng Wutip đã mạnh lên thành bão cuồng phong trước khi đổ bộ lần hai gần thành phố Lôi Châu ở tỉnh Quảng Đông. Sau khi đổ bộ, nó suy yếu thành một cơn bão nhiệt đới. Khi vào đất liền, hệ thống này tiếp tục suy yếu thành một áp thấp nhiệt đới và tiếp tục được theo dõi cho đến khi tan vào ngày 15 tháng 6. Bão khiến ít nhất 19 người chết và 1 người bị thương.

## Lịch sử khí tượng

Wutip trên Biển Đông vào ngày 11 tháng 6

Wutip đang hướng tới Hải Nam, Trung Quốc vào ngày 12 tháng 6

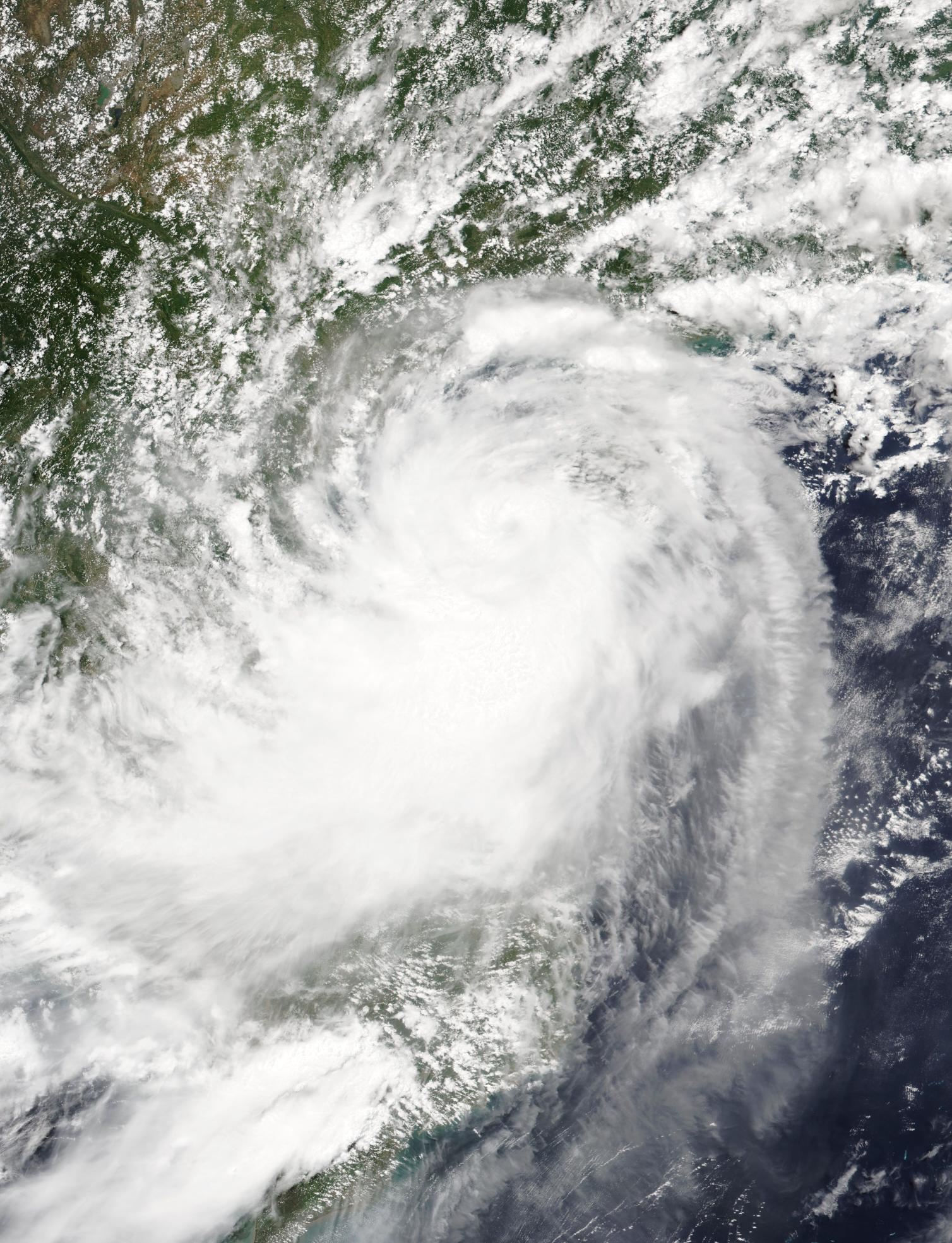
Wutip gần Hải Nam vào ngày 13 tháng 6

Nguồn gốc của bão Wutip có thể bắt nguồn từ ngày 5 tháng 6, khi Trung tâm Cảnh báo Bão Liên hợp (JTWC) báo cáo về một khu vực đối lưu khí quyển nằm cách Yap 300 km (180 dặm; 160 hải lý) về phía tây, lưu ý rằng hệ thống này nằm trong môi trường thuận lợi cho sự hình thành xoáy thuận nhiệt đới. Ngày hôm sau, Cục Khí tượng Nhật Bản (JMA) ghi nhận rằng nó đã phát triển thành một vùng áp thấp. Sau đó, vùng áp thấp này đi qua Luzon, Philippines. Vào ngày 9 tháng 6, JMA công nhận một áp thấp nhiệt đới hình thành ở vùng biển phía Đông quần đảo Hoàng Sa. Sáng ngày 11 tháng 6, JMA và Trung tâm Dự báo Khí tượng Thủy văn Việt Nam (NCHMF) đều cho biết áp thấp nhiệt đới đã mạnh lên thành một cơn bão. JMA đặt tên cho cơn bão là Wutip, NCHMF định danh đây là bão số 1.
Vào ngày 12 tháng 6, JMA nâng cấp độ bão lên thành bão nhiệt đới dữ dội. Trưa ngày 13 tháng 6, NCHMF phát tin bão khẩn cấp và nhận định bão mạnh lên cấp 11. Bão đổ bộ gần thành phố Đông Phương, Hải Nam vào khoảng 23:00 CST (15:00 UTC) ngày 13 tháng 6, sau đó đi vào Vịnh Bắc Bộ. Vào ngày 14 tháng 6, JTWC báo cáo rằng Wutip đã nhanh chóng mạnh lên thành bão cuồng phong tối thiểu. Cùng ngày, Wutip đổ bộ lần hai gần thành phố Lôi Châu ở tỉnh Quảng Đông vào khoảng 12:30 CST (04:30 UTC). Sau khi đổ bộ, bão suy yếu thành một cơn bão nhiệt đới tối thiểu khi hình ảnh vệ tinh cho thấy mắt bão bị lấp đầy, khiến JTWC ngừng cảnh báo vào lúc 09:00 UTC cùng ngày. Ba giờ sau, JMA hạ cấp Wutip thành bão nhiệt đới khi nó đi sâu hơn vào đất liền. NCHMF phát tin cuối cùng về bão vào ngày 14 tháng 6, cho biết bão đã suy yếu thành áp thấp nhiệt đới sau khi đi vào đất liền Quảng Đông. Khi vào đất liền, JMA đã hạ cấp Wutip xuống thành áp thấp nhiệt đới vào cùng ngày và tiếp tục theo dõi hệ thống này cho đến khi nó tan vào lúc 12:00 UTC ngày 15 tháng 6.

## Tác động

### Philippines
Ở Philippines, vùng áp thấp tiền thân của Wutip, cùng với gió mùa Tây Nam, khiến ít nhất ba người chết, một người bị thương, 790 ngôi nhà bị hư hại và hai thành phố mất điện.

### Việt Nam
Một số đảo của Việt Nam ghi nhận gió mạnh như đảo Bạch Long Vĩ ghi nhận gió cấp 8 giật cấp 9, đảo Cồn Cỏ và đảo Hòn Ngư đã ghi nhận gió mạnh cấp 7, Cô Tô ghi nhận gió cấp 6. Trên đất liền Việt Nam, Bãi Cháy ghi nhận gió cấp 7, Cửa Ông (Quảng Ninh) ghi nhận gió mạnh cấp 6 giật cấp 7. Cơn bão cũng gây ra một đợt mưa lớn trên diện rộng hiếm gặp vào giữa mùa hè ở miền Trung. Lượng mưa trong vòng 24 giờ (tính từ 14:00 ngày 11 đến 14:00 ngày 12) tại Bạch Mã (Huế) đạt 743,8mm; Suối Đá (Đà Nẵng) đạt 478,8mm. Có 11 người chết vì mưa lớn kéo dài do ảnh hưởng của bão Wutip.

### Trung Quốc
Trên đảo Hải Nam, gió giật ở vùng ven biển quanh đảo phổ biến đạt cấp 9 đến cấp 11, một số nơi có gió giật đạt cấp 12 trở lên, gió giật đạt 36,1 m/s (130 km/h)–tương ứng với cấp 12 ghi nhận tại Cát Dương, tại Thiên Nhai đã ghi nhận gió giật 37,8 m/s (136 km/h)–tương ứng với cấp 13 và tổng lượng mưa từ 08:00 ngày 10 đến 16:00 ngày 14 (giờ CST) đạt 667,9mm. Gió tại các vùng ven biển phía Tây và giữa Quảng Đông đạt cấp 8, cấp 9 và giật cấp 10, cấp 11; gió giật tại trấn Bắc Hoà (Lôi Châu, Trạm Giang) và trấn Nam Thuỷ (Kim Loan, Chu Hải) đều đạt 32,6 m/s (117 km/h)–tương ứng với cấp 11. Các trận lở đất do ảnh hưởng của hoàn lưu cơn bão khiến 3 người chết ở Lục Xuyên và 2 người chết ở Sầm Khê.

### Nơi khác
Trên quần đảo Hoàng Sa, ghi nhận tốc độ gió giật 30,9 m/s (111 km/h) tức tương đương cấp 11 tại đảo Tri Tôn.